# Munidopsis transtridens
Munidopsis transtridens är en kräftdjursart som beskrevs av W. E. Pequegnat och L. H. Pequegnat 1971. Munidopsis transtridens ingår i släktet Munidopsis och familjen trollhumrar. Inga underarter finns listade i Catalogue of Life.